# Pulverbach (Fränkische Rezat)
Der Pulverbach oder Buhlsbach ist ein etwa 3 km langer linker Zufluss der Fränkischen Rezat im Naturpark Frankenhöhe im mittelfränkischen Landkreis Ansbach.

## Name
Der heutige Name Pulverbach kommt von der Pulvermühle her, die im 18. Jahrhundert am südwestlichen Ende des Bachtals zur Herstellung von Schießpulver eingerichtet wurde.
Der Pulverbach hieß früher Buhlsbach. Noch auf der Topographischen Karte 1:25.000 (6629 Ansbach Nord) von 1970 ist dieser Name ergänzend zu Pulverbach verzeichnet. Er ist heute auch der Name des Weilers Buhlsbach und der 480 m hohe waldbestandene Buhlsbergs, der sich links des unteren Pulverbachs erhebt, hat dasselbe Bestimmungsort. Die alte Benennung bedeutet nach Elisabeth Fechter Bach des Bullings, Ein Bulling war also erster Siedler an diesem Zufluss der Fränkischen Rezat. Urkundlich wurde der Bach erstmals in der Schreibweise Bullingspach erwähnt.

## Geographie

### Verlauf
Der Pulverbach entsteht aus dem Zusammenfluss von Schaltenbach und Morenbach etwa 400 m nördlich des Lehrberger Ortsteils Kühndorf. Die beiden Bäche speisen den Schollenweiher (Schellaweiher) und fließen an dessen westlichem Ende zusammen.
Der linke, südliche Quellbach Morenbach entspringt auf 464 m ü. NHN in einem kleinen Waldstück westlich des Lehrberger Ortsteils Röshof. Er durchfließt zunächst fünf Fischteiche in Richtung Norden, wendet sich dann nach Westen, bis er 442 m ü. NHN beim Schollenweiher mit dem Schaltenbach zusammenfließt.
Der rechte, nördliche Quellbach Schaltenbach entspringt auf 474 m ü. NHN im Lehrberger Ortsteil Brünst und fließt in Richtung Süden bis zum Schollenweiher.
Der Pulverbach fließt dann überwiegend in Richtung Südwesten. Er speist vier Fischweiher, bevor er den Ort Buhlsbach erreicht, den er südlich der Bebauung umfließt. Bis zur Pulvermühle wird er von der Kreisstraße AN 10 begleitet. In Buhlsbach fließt ihm von rechts ein namenloser Bach zu. Unterhalb der Dauersmühle erreicht ihn ein weiterer rechtsseitigen Zufluss, der Höllgraben. Von links erfährt er Zufluss lediglich durch kleinere Gewässer von der Höhe bei Kühndorf und vom bewaldeten Buhlsberg herab. Ab der namengebenden Pulvermühle, von deren Nutzung des Gewässers heute nur noch der Mühlteich kündet, verläuft er am linken Rand seines Tals unmittelbar am Fuß des Buhlsbergs. Unterhalb der Fritzmühle tritt er ins weite, landwirtschaftlich genutzte Tal der Fränkischen Rezat, unterquert die Bundesstraße 13 und mündet im Wiesengrund des Flusses auf 406 m ü. NHN von links in die Rezat.

### Einzugsgebiet
Das Einzugsgebiet des Pulverbachs ist etwa 6,5 km² groß. Naturräumlich gesehen liegt es auf den Bibert-Schwabach-Rezat-Platten, einem Teil des Unterraums Südliche Mittelfränkische Platten des Mittelfränkischen Beckens. Mit etwa 490 m ü. NHN ist es am höchsten an der Ortsverbindungsstraße zwischen Brünst und Ballstadt. Es liegt vollständig auf dem Gebiete des Marktes Lehrberg im Landkreis Ansbach.
Reihum grenzen die Einzugsgebiete der folgenden Nachbargewässer an:
- Im Nordwesten fließt der linke Rezatnebenfluss Dutzendklingenbach;
- im Norden konkurriert der linke Rezatnebenfluss Seebach;
- im Osten entwässern die Bäche Kohlbach, Hohlgraben, Rattenbach, Hirtengraben und Grundbach über den Wernsbach, die Rippach und dann den Haselbach zur Bibert;
- im Süden laufen der Hennenbach und der Veitsgraben zur Fränkischen Rezat nunmehr unterhalb des Pulversbachs.

### Mühlen
Der Pulverbach versorgte in der Vergangenheit bis zu vier Mühlen mit Energie. Diese werden heute als Wohnhäuser oder landwirtschaftlich genutzt.
| Mühle       | Ort      | Höhe (m) | Aktuelle Nutzung | Bild |
| ----------- | -------- | -------- | ---------------- | --- |
| Buhlsmühle  | Lehrberg | 432      | Wohnhaus         | Bild gesucht Die Wikipedia wünscht sich an dieser Stelle ein Bild vom hier behandelten Ort. Falls du dabei helfen möchtest, erklärt die Anleitung , wie das geht. BW |
| Dauersmühle | Lehrberg | 422      | Wohnhaus         | Bild gesucht Die Wikipedia wünscht sich an dieser Stelle ein Bild vom hier behandelten Ort. Falls du dabei helfen möchtest, erklärt die Anleitung , wie das geht. BW |
| Pulvermühle | Lehrberg | 419      | --               | Bild gesucht Die Wikipedia wünscht sich an dieser Stelle ein Bild vom hier behandelten Ort. Falls du dabei helfen möchtest, erklärt die Anleitung , wie das geht. BW |
| Fritzmühle  | Lehrberg | 413      | Landwirtschaft   | |

### BayernAtlas („BA“)
Amtliche Online-Gewässerkarte mit passendem Ausschnitt und den hier benutzten Layern: Lauf und Einzugsgebiet des Pulverbachs

Allgemeiner Einstieg ohne Voreinstellungen und Layer: BayernAtlas der Bayerischen Staatsregierung (Hinweise)
1. 1 2 3 4 5  Höhe abgefragt auf dem Hintergrundlayer Amtliche Karte (Rechtsklick).
2. ↑  Länge abgemessen auf dem Hintergrundlayer Amtliche Karte.
3. ↑  Einzugsgebiet abgemessen auf dem Hintergrundlayer Amtliche Karte.

### Sonstige
1. ↑  Elisabeth Fechter: Die Ortsnamen des Landkreises Ansbach. Inaugural-Dissertation. Erlangen 25. Juli 1955, DNB 480570132, OCLC 872378821, S. 58, 59, 155 (212 S.).
2. ↑  Relation: Pulverbach (16413640). In: OpenStreetMap. OSM, abgerufen am 8. Oktober 2023.
3. ↑  Franz Tichy: Geographische Landesaufnahme: Die naturräumlichen Einheiten auf Blatt 163 Nürnberg. Bundesanstalt für Landeskunde, Bad Godesberg 1973. → Online-Karte (PDF; 4,0 MB)